# 土库曼斯坦总统
土库曼斯坦总统是中亚国家土库曼斯坦共和国的国家元首兼政府首脑，同时兼任该国武装部队总司令及国家安全委员会主席。根据土库曼斯坦宪法，总统任期7年，可连选连任。它與議會、部長內閣和最高法院一起行使共和國的最高國家權力。總統由土庫曼人民直接選舉產生，任期7年，自宣誓之日起就職。

## 任职资格
根据土库曼斯坦宪法，需具有以下全部条件的土库曼斯坦公民方可参选总统：
- 在土库曼斯坦境内出生；
- 精通土库曼语；
- 年龄不低于40周岁；
- 曾连续15年居住于土库曼斯坦境内；
- 曾經在國家機關、公共組織和國民經濟部門工作。

根据土库曼斯坦宪法第57条，在下列情况下，土库曼斯坦总统的权力终止：
- 因病无法履行职责；
- 违反宪法和法律；
- 议会通过对总统的不信任案。

根据宪法，总统职位一旦空缺，由议会议长暂时代理，并于60日内选出新总统（代總統沒有資格競選總統）。但事实上，在迄今唯一一次总统职位空缺（即首任总统尼亚佐夫猝逝）后，原本应代理总统的议会议长奥韦兹格尔德·阿塔耶夫当天即被逮捕，随后土国家安全委员会推举时任第一副总理库尔班古力·别尔德穆哈梅多夫为代总统。针对代总统竞选总统的限制也被取消。

## 历任总统
下表是土庫曼斯坦自1991年10月27日獨立以來的所有总統：
政党
  土库曼斯坦民主党
| 任次 | 姓名                        | 土库曼语姓名 | 就职日期               | 去职日期       | 照片肖像         | 备注 |
| ---- | --------------------------- | ------------ | ---------------------- | -------------- | ---------------- | ---- |
| 1    | 萨帕尔穆拉特·尼亚佐夫       | （）         | 1991年10月27日         | 2006年12月21日 |                  |      |
| 代理 | 奧韋茲格爾德·阿塔耶夫       | （）         | 2006年12月21日（代理） | 2006年12月22日 | 土库曼斯坦总统旗 |      |
| 代理 | 库尔班古力·别尔德穆哈梅多夫 | （）         | 2006年12月21日（代理） | 2007年2月14日  |                  |      |
| 2    | 库尔班古力·别尔德穆哈梅多夫 | （）         | 2007年2月14日          | 2022年3月19日  |                  |      |
| 3    | 谢尔达尔·别尔德穆哈梅多夫   | （）         | 2022年3月19日          | 现任           |                  |      |